# کرکج
کرکج  یکی از مناطق شهر تبریز استان آذربایجان شرقی است که در شهرستان تبریز واقع شده‌است.
نام اصلی کرکج، «کرگچ» می‌باشد که به‌معنی جایی است که در آن‌جا گچ و آهک به‌وفور یافت می‌شود. این محل هم‌اکنون یکی از محله‌های شهر تبریز است که در حوزه استحفاظی شهرداری منطقه پنج تبریز واقع شده‌است.
«پارک کرکج»هم در سال ۲۰۱۷-۱۳۹۷ساخته شد‌ 

«دسترسی ساده به برج خلعت پوشان» 
این بنا در جنوب محله کرکج قرار دارد که همجواری با رودخانه چای، فضای چشم‌نوازی را به تصویر می کشد. این برج در دره ای باصفا و سرسبز واقع شده و از متعلقات فضایی این مکان می توان به امکاناتی همچون رستوران، کافه ها و فست فودها اشاره کرد. فضای اطراف برج با درختان سرسبز پوشیده شده و مانند یک تفریحگاه از آن استفاده می شود. برای دسترسی به این پارک می توانید از خودروی شخصی و یا اتوبوس استفاده کنید.
«علت نامگذاری برج خلعت پوشان»
قدمت این سازه تاریخی به دوره صفویه می رسد. همانطور که از نام برج مشخص است محل خلعت دادن (سپردن لباس و منصب دولتی) به کارگزاران حکومتی بوده است. در زمان صفویه و قاجار، این بنا محل خلعت پوشاندن به افراد شاخص حکومتی بوده که توسط شاهزادگان یا ولیعهد مقیم تبریز صورت می‌گرفته است.
1. «: کمیته تخصصی نام نگاری و یکسان سازی نام های جغرافیایی ایران :». بایگانی‌شده از اصلی در ۲۹ اوت ۲۰۱۱. دریافت‌شده در ۱۹ ژوئیه ۲۰۱۱.

- «نتایج سرشماری ایران در سال ۱۳۸۵». درگاه ملی آمار. بایگانی‌شده از روی نسخه اصلی در ۲۱ آبان ۱۳۹۲.